# Igazából szerelem
Az Igazából szerelem (eredeti cím: Love Actually) 2003-ban bemutatott karácsonyi romantikus filmvígjáték, amelyet Richard Curtis írt és rendezett. Neves szereplőgárdát vonultat fel, akik közül sokan dolgoztak már Curtisszel korábbi filmes és televíziós projektekben, többek között Hugh Grant, Liam Neeson, Colin Firth, Laura Linney, Emma Thompson, Alan Rickman, Keira Knightley, Bill Nighy és Rowan Atkinson. A történet karácsony előtt öt héttel kezdődik.
Az Egyesült Királyság, az Egyesült Államok és Franciaország koprodukcióját 
2003. november 14-én mutatták be az Egyesült Államokban, majd egy héttel később az Egyesült Királyságban, míg a magyar mozik december 4-én kezdték vetíteni. Az Igazából szerelem nagy kasszasiker volt, 246 millió dollár bevételt hozott világszerte 40-45 millió dolláros költségvetéssel. Jelölték a Golden Globe-díjra a legjobb film - musical vagy vígjáték kategóriában. A film az évek során az egyik legnépszerűbb karácsonyi romantikus filmvígjátékává nőtte ki magát.
2017-ben elkészült a Red Nose Day Actually, mely a film 20 perces folytatásaként adott le a BBC One és az NBC.
2023 őszén felröppent a hír, hogy már készülőben van a film folytatása. A szóbeszédet egyelőre a stúdió és Curtis nem erősítette meg.

## Cselekmény

Kapcsolatok a szereplők között

A történet hat, látszólag egymástól független szálon fut.
1. Billy Mack és Joe
A rock and roll legenda Billy Mack menedzsere, Joe segítségével elkészíti a The Troggs Love Is All Around című klasszikusának karácsonyi feldolgozását. Noha Billy szörnyű véleménnyel van a számról, ennek ellenére részt vesz a lemez népszerűsítésében abban a reményben, hogy az első lesz a karácsonyi toplistán. A lemez az utolsó pillanatban ugrik a lista élére, amely győzelmet Billy Elton John karácsonyi partiján ünnepeli. Billy a partin szembesül azzal, hogy igazán csak Joe-val szeretne ünnepelni Karácsonykor, ezért elmegy hozzá, hogy közösen igyanak és pornót nézzenek.
2. Juliet, Peter és Mark
Juliet és Peter esküvőjét Mark, a férfi legjobb barátja szervezi meg, és néhány kellemes meglepetést is okoz. A pár úgy gondolja, hogy Mark nem kedveli Julietet, valójában azonban szerelmes a lányba és szándékosan viselkedik kimérten, nehogy felfedje érzéseit. Egy nap Juliet meglátogatja Markot, hogy legyenek végre barátok, valamint hogy megnézze az esküvőről Mark által készített felvételeket. Az esküvői videón azonban csak csupa közeli felvétel van a lányról. Kínos csend után Mark bevallja, hogy csak önvédelemből viselkedik hűvösen a lánnyal. Karácsonykor a pár házában csengetnek és Juliet nyit ajtót. Mark mint „betlehemes” áll az ajtóban és a kezében tartott, előre megírt szövegek segítségével szerelmet vall a lánynak anélkül, hogy bármilyen viszonzást várna. Amikor távozik, Juliet utána fut az utcán, hogy egy ártatlan csókot adjon neki.
3. Jamie és Aurélia
Az író Jamie-t barátnője elküldi Juliet és Peter esküvőjére, azonban ő otthon marad rosszullétre hivatkozva. Jamie hazaszalad az esküvő és a fogadás között, hogy megnézze barátnőjét, és rajtakapja a saját testvérével. Az összetört Jamie franciaországi nyaralójába menekül, ahol találkozik Auréliával, a portugál házvezetőnővel, aki nem beszél angolul. Annak ellenére, hogy képtelenek kommunikálni, vonzódnak egymáshoz. Amikor Jamie visszatér Angliába, rájön arra, hogy szerelmes Auréliába, és elkezd portugál nyelven tanulni. Ezután elmegy Franciaországba, és megkéri Aurélia kezét a lány apjától, de ő nincs otthon. Együtt indulnak el Aurélia munkahelyére, az étterembe, ahol pincérnőként dolgozik. Jamie az étteremben összegyűlt tömeg előtt portugál nyelven ismét megkéri a lány kezét, aki angolul igent mond, miközben a tömeg ujjong.
4. Harry, Karen és Mia
Harry egy design ügynökség igazgatója, Mia pedig az új titkárnő. Harry a házas emberek kényelmes életét éli, Karen háziasszonyként neveli otthon a gyerekeiket. Mia kihívó viselkedésével az irodában egyre inkább behálózza Harryt, aki nem tesz semmit a lány közeledése ellen. Mark galériájában tartott céges karácsonyi bulin Karen is észreveszi Mia közeledését a férje felé. Harry és Karen közösen vásárolnak karácsonyra, amikor Harry titokban egy drága nyakláncot próbál vásárolni, de felesége majdnem észreveszi. Később Karen mégis felfedezi a nyakláncot Harry kabátzsebében, és boldogan azt feltételezi, hogy ez lesz az ő karácsonyi ajándéka. Amikor karácsonykor kinyitja a neki szánt hasonló alakú dobozt, amiben egy Joni Mitchell CD van, összetört szívvel jön rá, hogy a nyaklánc valaki másé volt. Hosszas vívódás után mégis felfedi, hogy tud Mia-ról és a nyakláncról. Csak azt kérdezi tőle, mit tenne a férfi a helyében. Harry a nő bocsánatáért könyörög. Karen válasza, hogy ezzel Harry csúfot űzött belőle és a házasságukból.
5. David és Natalie
Karen testvére David, a nemrégiben megválasztott miniszterelnök, Natalie pedig a Downing Street 10-ben a háztartási személyzet új tagja. Az Egyesült Államok elnökével tartott találkozón az amerikai elnök megjegyzést tesz Davidnek Natalie alakjáról. Később Natalie teát és kekszet szolgál fel az amerikai elnöknek, és amikor David is belép a szobába, úgy tűnik, hogy valami bizalmas dolog történt köztük. A történtek után Natalie arcán szégyen látszik, az elnök azonban öntelten vigyorog. A találkozót záró sajtótájékoztatón David az elődeihez képest szokatlanul bátran foglal állást az amerikai elnök megfélemlítő politikájával szemben. Ezt követően David felismeri, hogy kapcsolata Natalie-val összezavarja a munkájában, ezért kéri a lány áthelyezését. David karácsony este az ünnepi postája között talál egy üdvözlő lapot, melyben Natalie azt írja, hogy ő csak a miniszterelnöké és senki másé. David ekkor egy hirtelen ötlettől vezérelve a lány keresésére indul, és ajtóról ajtóra járja végig Natalie-ék utcáját, mivel nem tudja a pontos címet. Így találkozik Mia-val, aki épp Natalie-ék szomszédja. Natalie a karácsonyi iskolai ünnepségre készül családjával, ahova David is elkíséri. Az iskolában David összetalálkozik az összetört szívű Karennel, aki azt hiszi, csak miattuk jött el az elnök az ünnepségre. David és Natalie titokban a színpad mögül nézi az előadást, azonban a fináléban felgördül a függöny, és a pár szerelmes csókját az egész közönség láthatja.
6. Daniel, Sam, Joanna és Carol
Daniel, Karen barátja, gyászolja felesége, Joanna közelmúltbeli halálát, miközben egyedül próbálja nevelni Joanna fiát, Samet. Sam közben szerelmes lesz egy amerikai iskolatársába – akit szintén Joannának hívnak –, és úgy dönt, hogy megtanul dobolni, hogy felléphessen a lánnyal az iskola karácsonyi ünnepségén. A koncert után Sam úgy érezte, hogy nem sikerült felkeltenie a lány figyelmét, de Daniel meggyőzte Samet, hogy vallja meg az érzéseit Joannának, mielőtt még aznap este visszautazna az USA-ba. Daniel közben összefut Carollal (Claudia Schiffer), Sam osztálytársának anyjával. Sam áttörve a biztonságiakon csak a repülőtéren éri utol a lányt, de csak annyit tud mondani a lánynak, hogy „szia”. A biztonságiak visszaviszik a fiút a kijárathoz, azonban Joanna utána fut, és egy puszit ad neki.

## Szereplők
| Szereplő      | Színész            | Magyar hang          | Leírás                                      |
| ------------- | ------------------ | -------------------- | ------------------------------------------- |
| Harry         | Alan Rickman       | Helyey László        | igazgató egy tervezőirodában                |
| Karen         | Emma Thompson      | Ráckevei Anna        | Harry felesége, a miniszterelnök testvére   |
| David         | Hugh Grant         | Stohl András         | brit miniszterelnök                         |
| Natalie       | Martine McCutcheon | Zakariás Éva         | a miniszterelnök asszisztense               |
| Jamie         | Colin Firth        | Csankó Zoltán        | író                                         |
| Aurélia       | Lúcia Moniz        | Román Judit          | portugál házvezető Jamie-nél                |
| Daniel        | Liam Neeson        | Kovács István        | Sam mostohaapja                             |
| Juliet        | Keira Knightley    | Oroszlán Szonja      | Peter felesége                              |
| Peter         | Chiwetel Ejiofor   | Barabás Kiss Zoltán  | Juliet férje                                |
| Mark          | Andrew Lincoln     | Rajkai Zoltán        | Peter barátja, aki szerelmes Julietbe       |
| Sarah         | Laura Linney       | Kisfalvi Krisztina   | Harry egyik beosztottja                     |
| Karl          | Rodrigo Santoro    | Csík Csaba Krisztián | Harry egyik beosztottja                     |
| Billy Mack    | Bill Nighy         | Harsányi Gábor       | énekes                                      |
| Joe           | Gregor Fisher      | Cs. Németh Lajos     | Billy Mack menedzsere                       |
| Colin         | Kris Marshall      | Czvetkó Sándor       | Amerikába megy, hogy megtalálja a szerelmét |
| Mia           | Heike Makatsch     | Pikali Gerda         | Harry asszisztense                          |
| John          | Martin Freeman     | Kapácsy Miklós       | Erotikus színész                            |
| Judy          | Joanna Page        | Ősi Ildikó           | Erotikus színész                            |
| Joanna        | Olivia Olson       | Csifó Dorina         | Sam "szerelme"                              |
| Sam, kisfiú   | Thomas Sangster    | Morvay Gábor         | Daniel mostohafia                           |
| Az USA elnöke | Billy Bob Thornton | Szacsvay László      |                                             |
| Rufus         | Rowan Atkinson     | Kálloy Molnár Péter  | eladó az ékszerboltban                      |
| Stacey        | Ivana Milicevic    | Major Melinda        |                                             |
| Jeannie       | January Jones      | Orgován Emese        |                                             |
| Carol         | Claudia Schiffer   | Orosz Anna           |                                             |
| Harriet       | Shannon Elizabeth  | Szabó Gertrúd        |                                             |
| Carla         | Denise Richards    | Orosz Helga          |                                             |

## Érdekességek
- A londoni jeleneteket a Trafalgar téren, a Somerset-ház belső részén, a Hyde Parkhoz közeli Grosvenor kápolnában, a Millennium Bridge-en, az Oxford Street-i Selfridges boltban, a Lambeth-hídon, a Tate Galériában, Notting Hillen, a londoni Városházán, a Herne Hillen, Putney-ban, a Heathrow repülőtéren vették fel. Jelenetek voltak még láthatók a marseille-i repülőtérről és a Le Bar de la Marine-ról.
- A Downing Street 10-es számú ház (a miniszterelnök rezidenciája és hivatala) jeleneteit a Shepperton Stúdióban vették fel.
- Daniel és Sam háza a Sztárom a párom című filmben használt ház volt, amelyben szintén játszott Hugh Grant.
- A helyszín, amelyben Colin próbál megismerkedni a szakácsnővel, eredetileg a Négy esküvő és egy temetés című film egyik helyszíne lett volna, de végül kivágták a filmből.
- Hugh Grant táncolós jelenetének ("Jump (For My Love)") sikerén felbuzdulva 2006-ban az akkori magyar miniszterelnökkel, Gyurcsány Ferenccel is készült egy hasonló videófelvétel, amely vírusvideóvá nőtte ki magát.[4]